# Ulee Geudong
Ulee Geudong is een bestuurslaag in het regentschap Aceh Utara van de provincie Atjeh, Indonesië. Ulee Geudong telt 797 inwoners (volkstelling 2010).